# Lahn-hágó
A Lahn-hágó vagy Lahn-nyereg (németül: Lahnsattel) az Északi-Mészkőalpokban, a Stájer-alsó-ausztriai-Mészkőalpok csoportjában fekvő, 1015 m-es tengerszint feletti magasságban lévő hegyvidéki hágó Ausztriában, Lahnsattel részközség közigazgatási területén, amelytől a nevét kapta. A hágón található hasonnevű településrész közigazgatásilag a Lilienfeldi járáshoz (az ún. Mostviertel-vidékhez) tartozó Sankt Aegyd am Neuwalde község különálló belterületi részének számít. Ezért maga a hágótető is közigazgatásilag Alsó-Ausztria szövetségi tartományhoz tartozik. 
A hágón hágóútként a B-23-as számú szövetségi főútvonal, a Lahnsattelstraße halad át, ami fontos közúti kapcsolatot képez a mariazelli Salza-völgy (Salztal) egy részét képező Hall-völgy (Halltal) térséggel és maga Hall falu, valamint a Mürzzuschlag körüli vidék, a Mürz folyó völgyében fekvő Mürzsteg falu közt. Az út közlekedési és gazdasági szempontból a legfontosabb közúti kapcsolatot jelenti a kiemelkedő idegenforgalmi jelentőségű, ismert Mariazell-vidék és a Mura-Mürz-Furche térségi iparvidékek között.